# Saule
Saule (litovsko Saulė) je v predkrščanski baltski mitologiji boginja Sonca in eno najpomembnejših božanstev tega panteona. Je boginja življenja in plodnosti, topline in zdravja, pa tudi zavetnica nesrečnikov, posebej sirot.
Omenjena je v enem najzgodnejših pisnih virov o litovski mitologiji. Sodeč po prevodu zapisa kronista Joanesa Malalasa iz Antiohije iz leta 1261 je šibki kovač Teliavelis naredil Sonce in ga vrgel v nebo. Tudi misijonar Hieronim Praški, ki je tri leta poskušal pokristjaniti Litvo, je kasneje zapisal mit o Saule: po njem jo je mogočen kralj zaprl v stolp, od koder jo je rešil zodiak z orjaškim kladivom. Hieronim je prisegel, da je osebno videl to kladivo, ki so ga častili domačini.
Samostalnik Saulė/Saule, ki izvira iz proto-baltskega imena *Sauliā > *Saulē, je ohranjen v litovski in latvijski besedi za Sonce. Nanje se nanaša tudi beseda za »svet« v obeh jezikih, pasaulis oz. pasaule, kar dobesedno pomeni »[kraj] pod Saule«.

## Družina
Mož Saule je Mėnuo/Mēness (Luna). Po legendi se je Mėnuo zaljubil v Aušrinė (zvezda jutranjica oz. Venera), zato ga je bog groma Perkūnas kaznoval za nezvestobo. Po eni od različic ga je razpolovil, kar pa ni bilo dovolj, da bi ga izučilo, zato se kazen ponavlja vsak mesec. Po drugi različici sta se Mėnuo in Saule ločila, a sta oba želela videti svojo hčer Žemyno (Zemljo). Zato Sonce sveti podnevi, Luna pa jo obišče ponoči. Še ena legenda pravi, da ima Mėnuo izmaličen obraz, bodisi zaradi vrhovnega boga Dievasa, bodisi zaradi Saulė.
Spet drugi miti pravijo, da je Aušrinė hči in služabnica Saule. Aušrinė vsako jutro prižge ogenj za Saule in jo pripravi na novo pot čez nebo, Vakarinė (zvezda večernica) pa ji zvečer pripravi posteljo. V litovski mitologiji je Saule tudi mati drugih planetov: Indraje (Jupiter), Sėlije (Saturn), Žiezdrė (Mars) in Vaivore (Merkur).

## Praznik
Festivale v čast Saule so prirejali ob poletnem Sončevem obratu. V Litvi je bil to rasos (po prevladi krščanstva je postal praznik sv. Janeza Krstnika), v Latviji pa līgo (zdaj jāņi). Ti so vključevali pletenje vencev, iskanje čarobnega praprotnega cveta, kurjenje kresov, ples okrog ognja in skakanje čezenj ter pozdrav Soncu ob svitu naslednje jutro. Tudi zimski Sončev obrat so slavili, kot vrnitev Saule. Kasneje je krščanstvo spremenilo litovski kūčios in latvijski ziemassvētki v božič. Poleg tega so imeli praznike tudi okrog enakonočij.